# Lutzhorn

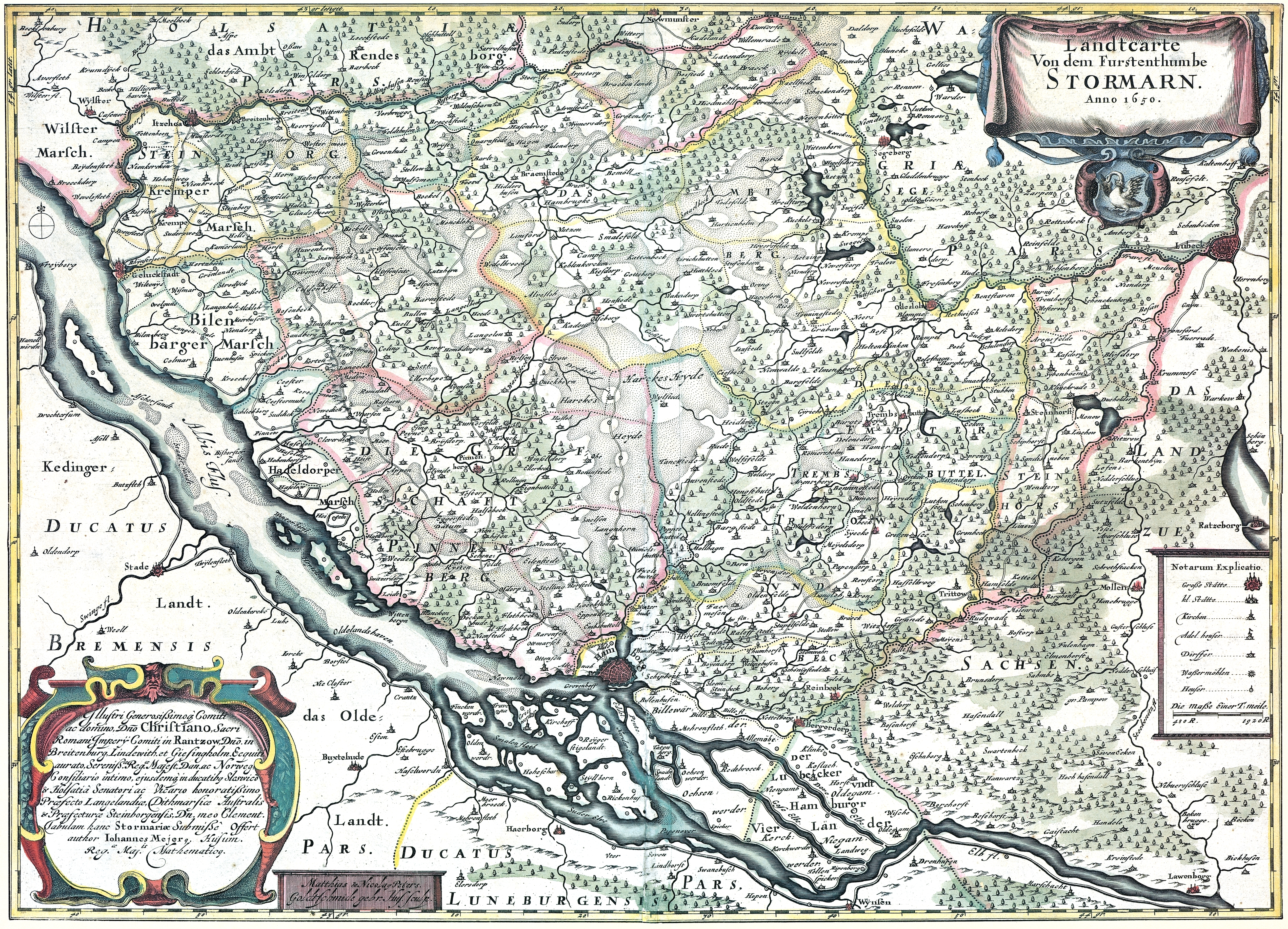
”Lutzhorn” 1650, Landkarte von Johannes Mejer

Lutzhorn (niederdeutsch: Lutzhoorn) ist eine Gemeinde im Kreis Pinneberg in Schleswig-Holstein.

## Geografie

### Geografische Lage
Im Naturraum der Barmstedt-Kisdorfer Geest (Haupteinheit Nr. 694), einem Teilbereich der Gruppe der Südholsteinischen Geest (694–696), gelegen, erstreckt sich das Gemeindegebiet von Lutzhorn an den Bachläufen von Höllenbek, Störbek und Krumm-Bach. Teile des Staatsforstes Rantzau der Schleswig-Holsteinische Landesforsten erstrecken sich bis auf die Gemarkung von Lutzhorn.

### Ortsteile
Zur Gemeinde gehören die Ortsteile Schmiedeberg, Hinterm Holz, Kuhhagen, Überstör, Krummendiek, Stahfast, Einhorn, Im Dorf, Führen, Seis, Schaftritt, Reihe, Wahrensberg, Im Busch, Morgenländerhof, Voßberg, Grenzhöhe, Wiesenhof, Hellwiese, Im Pohl, Wendelohe, Segen, Auf dem Berg, Im Grund, Hölln und Höllenberg.

### Nachbargemeinden
Das Gemeindegebiet Lutzhorns wird eingefasst von jenen der Gemeinden:
| Bokel                                       |                                             | Heidmoor |
| Brande-Hörnerkirchen, Groß Offenseth-Aspern | Kompassrose, die auf Nachbargemeinden zeigt |          |
|                                             | Barmstedt                                   |          |

## Geschichte
Im Jahre 1255 wurde die Gemeinde erstmals erwähnt.

## Politik

### Gemeindevertretung
Die am 10. Januar 1966 gegründete Freie Wählergemeinschaft Lutzhorn (FWL) ist die einzige politische Gruppierung in der Gemeinde und stellt daher alle elf Gemeindevertreter, wie zuletzt bei der Kommunalwahl am 14. Mai 2023 von den Wählern bestätigt wurde.

### Wappen
Blasonierung: „Von Rot und Silber schräglinks geteilt. Oben eine siebenährige goldene Korngarbe, unten ein schräggestelltes blaues Hifthorn.“

## Wirtschaft und Infrastruktur

### Bildung
In der Gemeinde Lutzhorn sind eine Grundschule mit rund 70 Schülern und Schülerinnen und ein Kindergarten vorhanden.

### Freizeitinfrastruktur
Die Gemeinde verfügt über ein ausgedehntes Reitwegenetz. Außerdem gibt es einen 18-Loch-Golfplatz.

### Verkehr
Lutzhorn liegt etwa vier Kilometer nördlich von Barmstedt.
In der Woche fährt ein Schulbus nach Barmstedt.